# Alarm (киберспортсмен)
Ким Кён Бо (кор. 김경보, 21 июля 2001 — ноябрь 2021), более известный под своим никнеймом Alarm, — корейский профессиональный игрок в Overwatch, игравший на героях поддержки в Overwatch League. Его карьера началась в 2016 году в команде BK Stars; в дальнейшем он также играл за Lunatic-Hai и Fusion University (команда лиги Overwatch Contenders). В составе Fusion University он победил на четырёх региональных чемпионатах OWC и на одном межрегиональном турнире Atlantic Showdown.
Перед сезоном 2020 года Overwatch League он подписал контракт с Philadelphia Fusion. За своё выступление в Overwatch League он получил звание «Новичок года», был номинирован на награду «Самый ценный игрок» и попал на турнир 2020 Overwatch League All-Star.

## Биография
Ким родился 21 июля 2001 года. Свою киберспортивную карьеру он начал в 2016 году в составе BK Stars, выступавшей на корейском турнире Overwatch Apex. Поначалу он выполнял в команде роль танка, однако в 2017 году перешёл на героев поддержки. Не добившись существенных успехов за три сезона, команда BK Stars была расформирована. В 2017 году Ким подписал контракт с корейской командой Lunatic-Hai, однако вскоре расформировалась и она.
В 2018 году Ким вступил в Fusion University, тренировочное подразделение Philadelphia Fusion, и стал выступать на Overwatch Contenders в Северной Америке. Fusion с Кимом в составе одержала победу на первом же североамериканском OWC, обыграв в финале Toronto Esports со счётом 4:1. Последующие три сезона также окончились победой Fusion. В 2019 году Ким в составе команды также одержал победу на межрегиональном турнире OWC Atlantic Showdown.
Когда Киму исполнилось 18 лет, его перевели из Fusion University в основную команду Philadelphia Fusion, в составе которой он начал выступать на сезоне 2020 года Overwatch League. В этом сезоне Fusion трижды занимала второе место на турнирах. Для Fusion этот сезон стал самым успешным в истории команды, по итогам сезона они попали на второе место в рейтинге команд; тем не менее, на финальном турнире они проиграли в первом же раунде. По итогам сезона Ким был номинирован на награду «самый ценный игрок» (англ. Most Valuable Player) и получил звания «лучший игрок в роли поддержки» (англ. Role Star) и «новичок года» (англ. Rookie of the Year).
В ноябре 2021 года Ким умер, причина смерти не была озвучена.

## Память
5 мая 2022 года награда «новичок года» (англ. Rookie of the Year) в Overwatch League была переименована в память о Киме (англ. Alarm Rookie of the Year Award).